# NGC 2731
NGC 2731 é uma galáxia espiral (Sc) localizada na direcção da constelação de Cancer. Possui uma declinação de +08° 18' 02" e uma ascensão recta de 9 horas, 02 minutos e 08,2 segundos.
A galáxia NGC 2731 foi descoberta em 3 de Março de 1864 por Albert Marth.